# Barry Goldwater junior

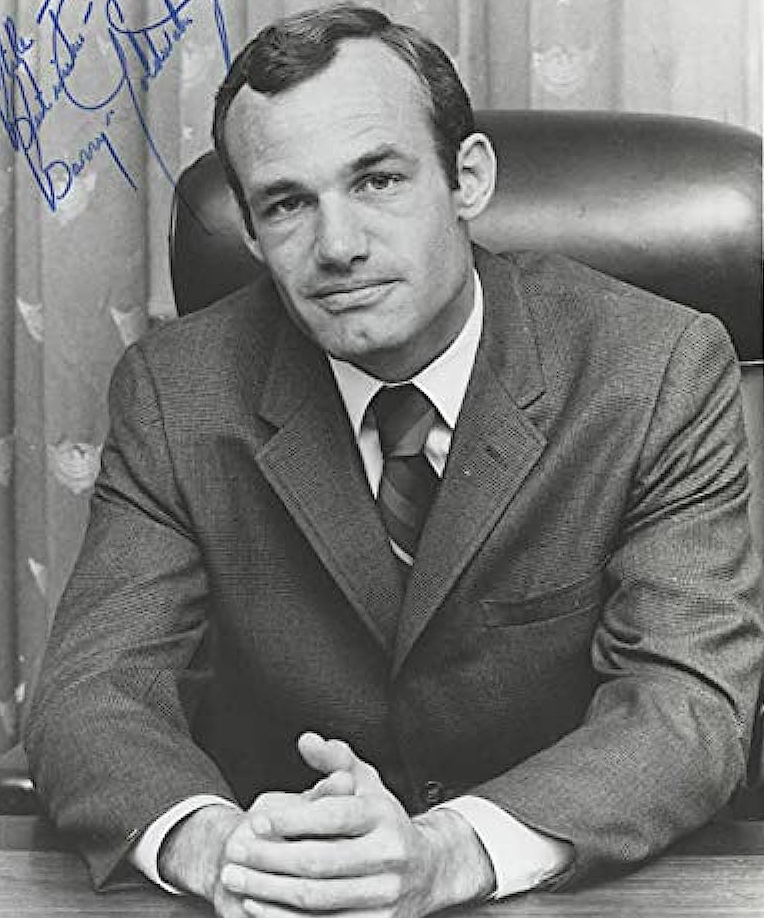
Barry Goldwater

Barry Morris Goldwater Jr. (* 15. Juli 1938 in Los Angeles, Kalifornien) ist ein US-amerikanischer Politiker. Zwischen 1969 und 1983 vertrat er den Bundesstaat Kalifornien im US-Repräsentantenhaus.

## Werdegang
Barry Goldwater ist der Sohn von US-Senator Barry Goldwater (1909–1998) aus Arizona, der bei den Präsidentschaftswahlen des Jahres 1964 erfolglos gegen Amtsinhaber Lyndon B. Johnson antrat. Der jüngere Goldwater absolvierte die Staunton Military Academy in Virginia und studierte danach an der University of Colorado sowie bis 1962 an der Arizona State University. In den folgenden Jahren arbeitete er unter anderem als Börsenmakler sowie im Export- und Importgeschäft. Politisch schloss er sich wie sein Vater der Republikanischen Partei an.
Nach dem Rücktritt des Abgeordneten Edwin Reinecke wurde Goldwater bei der fälligen Nachwahl für den 27. Sitz von Kalifornien als dessen Nachfolger in das US-Repräsentantenhaus in Washington, D.C. gewählt, wo er am 29. April 1969 sein neues Mandat antrat. Nach sechs Wiederwahlen konnte er bis zum 3. Januar 1983 im Kongress verbleiben. In diese Zeit fielen unter anderem das Ende der Bürgerrechtsbewegung und des Vietnamkrieges sowie im Jahr 1974 die Watergate-Affäre, die den Republikanern schwer schadete. Goldwater war zeitweise Mitglied im Committee on Public Works and Transportation, im Energieausschuss und im Ausschuss für Wissenschaft und Technologie. 1982 verzichtete er auf eine weitere Kandidatur. Gleichzeitig strebte er erfolglos die Nominierung seiner Partei für die Wahlen zum US-Senat an.
Nach dem Ende seiner Zeit im US-Repräsentantenhaus zog Goldwater nach Los Angeles, wo er in der Finanzbranche arbeitete. Außerdem wurde er Mitglied der New Yorker Börse. Heute lebt er in der Nähe seines Sohnes Barry M. Goldwater III in Phoenix.